# Powiat Békés
Powiat Békés (węg. Békési járás ) – jeden z ośmiu powiatów komitatu Békés na Węgrzech. Siedzibą władz jest miasto Békés.

## Miejscowości powiatu Békés
- Békés
- Bélmegyer
- Csárdaszállás
- Gyomaendrőd
- Hunya
- Kamut
- Köröstarcsa
- Mezőberény
- Murony
- Tarhos